# Лискино (Московская область)
Лискино — упразднённая деревня в Сергиево-Посадском городском округе Московской области России.

## География
Урочище находится в северо-восточной части области, в зоне хвойно-широколиственных лесов, на правом берегу реки Киселихи, к западу от автодороги 46Н-10485, на расстоянии примерно 13 километров (по прямой) к северо-западу от города Сергиев Посад, административного центра округа.

### Климат
Климат характеризуется как умеренно континентальный, с умеренно холодной зимой и тёплым летом. Среднегодовая температура воздуха — +2,7 °C. Средняя температура воздуха самого холодного месяца (января) — −11,3 °C (абсолютный минимум — −48 °C), средняя температура самого тёплого (июля) — +17 °С (абсолютный максимум — +36 °C). Годовое количество атмосферных осадков — 630 мм, из которых около 70 % выпадает в период с апреля по октябрь.

## История
В «Списке населенных мест Владимирской губернии по сведениям 1859 года» населённый пункт упомянут как казённая деревня Лиснино Александровского уезда, расположенная в 47 верстах от уездного города. В деревне насчитывалось 29 дворов и проживало 172 человека (74 мужчины и 98 женщин).
По состоянию на 1905 год, в Лискине имелось 36 дворов и проживало 197 человек. В административном отношении деревня входила в состав Ерёминской волости.
По данным 1926 года в деревне имелось 54 хозяйства и проживало 243 человека (119 мужчин и 124 женщины). Являлась центром Лискинского сельсовета Ерёминской волости Сергиевского уезда Московской губернии.